# Royal Caribbean Group
Royal Caribbean Group (RCG), cuya razón social es Royal Caribbean Cruises Ltd. (RCL), es un holding de cruceros constituido en Liberia y con sede en Miami, Florida, Estados Unidos. Es el segundo operador de líneas de cruceros más grande del mundo. A partir de enero de 2021, Royal Caribbean Group es propietaria de tres líneas de cruceros: Royal Caribbean International, Celebrity Cruises y Silversea Cruises. También tienen una participación del 50% en TUI Cruises y Hapag-Lloyd Cruises.

## Historia

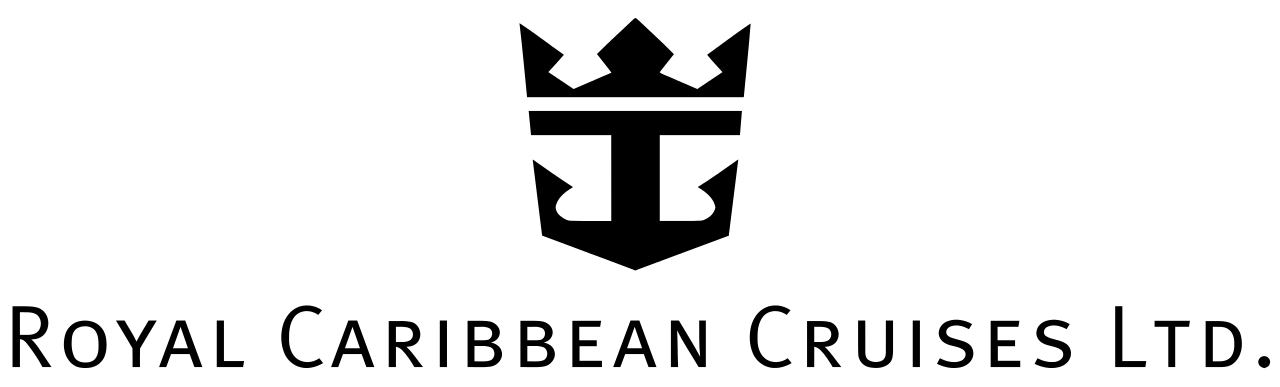
Antiguo logo

Royal Caribbean Group se formó como Royal Caribbean Cruises Ltd. en 1997, cuando Royal Caribbean Cruise Line, fundada en 1968, y Celebrity Cruises, fundada en 1988, se fusionaron. La decisión fue tomada para mantener las dos marcas de líneas de cruceros por separado tras la fusión, como resultado de Royal Caribbean Cruise Line fue cambiado de nombre de Royal Caribbean International y Royal Caribbean Cruises Ltd. fue establecida como la nueva empresa matriz de ambos de Royal Caribbean International y Celebrity Cruises.
Una tercera marca bajo la propiedad de Royal Caribbean Cruises se formó en 2000, cuando Island Cruises ha sido creado como una empresa conjunta con «British First Choice Holidays». Island Cruises se convirtió en una línea de cruceros informal en los mercados británico y brasileño. 
TUI AG se había convertido en propietario del 50% de Island Cruises después de su adquisición de First Choice Holidays, en 2007. En octubre de 2008, Royal Caribbean Cruises vendió su participación de Island Cruises a TUI.
A principios de 2019, Royal Caribbean anunció en una empresa conjunta con ITM Group la formación de Holistica, una compañía que tiene la intención de desarrollar destinos de cruceros. El único destino conocido que la compañía va a desarrollar es el Grand Lucayan Resort, ubicado en Freeport después de que el campus del hotel fuera vendido a una subsidiaria recién formada por el Gobierno de las Bahamas.
El 10 de julio de 2020, Royal Caribbean Cruises compró las acciones restantes de Silversea Cruises. Ese mismo mes, también cambió su nombre a Royal Caribbean Group. También ajustó su logotipo. Royal Caribbean vendió Azamara Cruises a Sycamore Partners en marzo de 2021 por $201 millones de USD.
En julio de 2022, Royal Caribbean Group recibió la aprobación judicial para comprar Endeavor, un antiguo crucero de Crystal Cruises, por $275 millones de USD. El barco pasará a llamarse Silver Endeavour cuando se una oficialmente a la filial de Royal Caribbean, la flota de Silversea Cruises.  
El 1 de febrero de 2024, Royal Caribbean Group inició la construcción de un nuevo edificio de sede entre sus dos edificios de sede existentes en PortMiami.    El nuevo edificio de la sede de 10 pisos de la compañía tendrá aproximadamente 380.000 pies cuadrados de espacio interior e incluirá comodidades en el lugar como "espacios verdes, gimnasios y tintorería". La empresa también actualizará los edificios de su sede actual y agregará un estacionamiento de varios pisos.

## Subsidiarias

### Royal Caribbean International
Royal Caribbean International también conocida anteriormente como Royal Caribbean Cruise Line es una línea de cruceros fundada en 1968 en Noruega y organizada como una subsidiaria de propiedad total de Royal Caribbean Group desde 1997. Con sede en Miami, Florida, Estados Unidos. Es la línea de cruceros más grande por ingresos y la segunda más grande por número de pasajeros. En 2018, Royal Caribbean International controló el 19,2% del mercado mundial de cruceros por pasajeros y el 14,0% por ingresos. Opera los cinco buques de pasajeros más grandes del mundo. A partir de enero de 2024, la línea opera 28 barcos y tiene pedidos tres barcos adicionales.

### Celebrity Cruises
Celebrity Cruises es una línea de cruceros con sede en Miami, Florida, Estados Unidos, y una subsidiaria de propiedad total de Royal Caribbean Group. Celebrity Cruises fue fundada en 1988 por Chandris Group, con sede en Grecia, y se fusionó con Royal Caribbean Cruise Line en 1997. El logotipo de la firma de Celebrity es una "Χ" que se muestra en el embudo de los barcos de Celebrity, y es la letra griega "chi" para Chandris.

### Silversea Cruises
Silversea Cruises es una línea de cruceros de lujo con sede en Mónaco. Fundada en 1994 por el Grupo Vlasov de Mónaco y la familia Lefebvre de Roma, fue pionera en cruceros todo incluido con su primer barco, Silver Cloud. Desde julio de 2020, es propiedad de Royal Caribbean Group.

## Otras inversiones significativas

### TUI Cruises
TUI Cruises es una línea de cruceros con sede en Alemania. Se formó en 2007 como una empresa conjunta entre la compañía de turismo alemana TUI AG y el operador de líneas de cruceros estadounidense Royal Caribbean Group, quienes tienen una participación del 50% en la compañía. La compañía comenzó a operar en 2009 y compite con AIDA Cruises para el mercado alemán. Se dirige a clientes de habla alemana que optan por una experiencia de crucero premium. El producto a bordo, que incluye comida, entretenimiento y comodidades, está personalizado para los gustos alemanes y el alemán es el idioma principal utilizado a bordo de sus barcos.
En febrero de 2020, TUI anunció la compra de Hapag-Lloyd Kreuzfahrten. La adquisición se completó en julio de 2020.

### Holistica Destinations
Holistica Destinations se formó a principios de 2019 como una empresa conjunta entre Royal Caribbean Group e ITM Group con la intención de comprar Grand Lucayan Resort y reconstruir el vecino puerto de Freeport en las Bahamas como destino de cruceros que beneficiaría a la economía local de Freeport. Sin embargo, el Gobierno de las Bahamas retiró su apoyo a la reurbanización del Grand Lucayan Resort alegando que "no era lo mejor para el pueblo de las Bahamas". Holistica continúa planificando la remodelación del puerto de Freeport.
Holistica también opera otros tres destinos de cruceros populares en el Caribe. Se trata de la Costa Maya en México, Roatán en Honduras y Puerto Plata en República Dominicana.

### Grand Bahama Shipyard
Grand Bahama Shipyard Limited (GBSL) es una instalación de mantenimiento de barcos ubicada en Freeport, Bahamas.  Royal Caribbean Group posee una participación del 40%. Otros inversores incluyen 
Carnival Corporation (40% de participación) y la Grand Bahama Port Authority (20% de participación).
Royal Caribbean Group y Carnival Corporation anunciaron una inversión conjunta de $350 millones de USD en el astillero en 2021, en parte como respuesta a los daños sufridos por las instalaciones tras un incidente que implicó el colapso de dos grúas durante el mantenimiento del Oasis of the Seas y los daños causados por el Huracán Dorian, ambos ocurridos en 2019.

### Asociación de la iCON Infrastructure
Royal Caribbean Group e iCON Infrastructure se asociaron en 2022 para poseer, administrar y desarrollar infraestructura portuaria de cruceros estratégica en puertos de origen y puertos de escala clave. La asociación incluye la Terminal A operada por Royal Caribbean International en PortMiami, así como varios proyectos de desarrollo en España, Italia y las Islas Vírgenes de los Estados Unidos. Royal Caribbean Group posee una participación del 10%.

### Wamos Air
Wamos Air (anteriormente Pullmantur Air) es una aerolínea chárter y de arrendamiento con tripulación con sede en Madrid, España. Royal Caribbean Group posee una participación del 19%.

### Asociación estratégica con Meyer Turku y Finlandia
En diciembre de 2022, Royal Caribbean anunció una asociación estratégica con Meyer Turku y el Gobierno de Finlandia para trazar el camino a seguir para una construcción naval innovadora y sostenible en Finlandia.

## Marcas anteriores
- Admiral Cruises (1988-1992)
- Island Cruises (50% de participación, 2000-2008)
- CDF Croisières de France (49% de participación, 2007-2017)
- SkySea Cruise Lines (35% de participación, 2016-2018)
- Pullmantur Cruceros (49% de participación, 2000-2020, difunta)
- Azamara Cruises (2000-2021, vendida)